# Meta Seinemeyer
Meta Seinemeyer (Berlijn, 5 september 1895 - Dresden, 19 augustus 1929) was een Duitse sopraan.
Meta Seinemeyer was een dochter van politie-inspecteur Wilhelm Seinemeyer en Anna Wassermann. Ze studeerde van 1911 tot 1917 aan het Stern'sches Konservatorium. In 1918 zong ze haar eerste titelrol in Jacques Offenbachs operette La belle Hélène bij de opera van Berlin-Charlottenburg, de voorloper van de huidige Deutsche Oper Berlin. Van januari tot april 1923 maakte Seinemeyer deel uit van de Wagnerian Opera Festival Company die op verschillende podia in de Verenigde Staten optrad. In 1924 kreeg ze een aanbieding van de Semperoper in Dresden, waar ze tot haar vroege dood werkte. Ze werd er vooral geprezen in de rol van Leonora in Verdi's La forza del destino, waarvan Fritz Busch later zei dat ze "een traan in haar stem" had. In 1926 ondernam ze een tournee door Zuid-Amerika en trad ze op in het Teatro Colon in Buenos Aires. Ze trad in 1927 op in de Weense Staatsopera, en daarna in het Royal Opera House in Londen. In 1928 trad ze ook in Nederland op.
Meta Seinemeyer stierf op 19 augustus 1929 in Dresden aan leukemie. Vlak voor haar dood trouwde ze met de dirigent Frieder Weissmann. Ze werd begraven op de Südwestfriedhof van Stahnsdorf.
- Biblioteca Nacional de España: XX1708419
- Bibliothèque nationale de France: cb13899642k (data)
- Catàleg d'autoritats de noms i títols de Catalunya: 981058516650106706
- CiNii: DA13187888
- Gemeinsame Normdatei: 129743461
- International Standard Name Identifier: 0000 0000 8086 9953
- Library of Congress Control Number: n82055945
- MusicBrainz: f09c5b0c-538b-4044-a6ee-38f94ac810b0
- Nationale Bibliotheek van Tsjechië: mzk2017965708
- Nationale Bibliotheek van Israël: 987007395401605171
- Nationale Bibliotheek van Polen: a0000003085058
- Réseau des bibliothèques de Suisse occidentale: 02-A011602236
- Virtual International Authority File: 7575292
- WorldCat: E39PBJhX94dTk4YMqqQgv7yyBP